# Gelis meabilis
Gelis meabilis là một loài tò vò trong họ Ichneumonidae.